# Old Heidelberg
Old Heidelberg è un film muto del 1915 diretto da John Emerson. Secondo fonti moderne, Emerson volle come aiuto regista e consulente militare Erich von Stroheim, il quale appare nel cast tra gli interpreti principali.
Il giovanissimo Harold Goodwin, che interpreta il principe all'età di 12 anni, crescerà praticamente sui set di Hollywood, lavorando in seguito con Mary Pickford e Buster Keaton e proseguendo la sua carriera di attore fino al 1973 quando interpretò il suo ultimo film, Mai con la luna piena, un horror fantastico di Nathan Juran.
La storia romantica dell'amore tra il principe e la giovane popolana, tratta dal romanzo Karl Heinrich di Wilhelm Meyer-Förster pubblicato a Stoccarda nel 1902 e molto popolare tra il pubblico, è interpretata da Dorothy Gish e Wallace Reid. Tra gli altri adattamenti cinematografici del romanzo, va ricordata la versione del 1927, Il principe studente, remake diretto da Ernst Lubitsch con Norma Shearer e Ramón Novarro.

## Trama
Karl Heinrich, erede del principato di Rutania, a palazzo conduce una vita solitaria, senza avere altri bambini con cui giocare. Diventato grande, viene mandato a studiare all'Università di Heidelberg: finalmente Karl riesce a godersi la compagnia dei coetanei, catapultato nella festosa vita studentesca. Si innamora di Kathie, la nipote del locandiere. Ma i problemi politici di Rutania lo inducono a rientrare a palazzo, per valutare se sia il caso di dichiarare la guerra. Parlando con i suoi sudditi, conclude che la via migliore da intraprendere è la pace. Per raggiungere il suo obbiettivo, però, Karl dovrà sancire l'alleanza con il paese vicino sposandone la principessa, rinunciando così all'amore di Kathie.

## Produzione
Con la supervisione di David W. Griffith, il film fu prodotto dalla Fine Arts Film Company.

## Distribuzione
Distribuito dalla Triangle Distributing, il film uscì in sala il 14 novembre 1915.
Dopo l'uscita del film, la Shubert Co. citò in giudizio la Triangle Film Corporation e la Belle arti per violazione del copyright, sostenendo che la sceneggiatura era basata sulla traduzione inglese del lavoro teatrale tratto dal romanzo di Meyer-Förster, testo di cui Shubert deteneva i diritti. Il giudice, alla fine del 1918, respinse la causa con il motivo che l'adattamento cinematografico si basava invece sul testo inglese del romanzo di Max Chapelle (pseudonimo di Max Schaaf) del 1903.

### Critica
Scheda critica del film su Cineteca del Friuli